# Хладно оружје
Хладно оружје је свако оружје које не користи ватру или експлозију за деловање. У њих спадају: мач, сабља, нож, копље, лук и стрела, секира, буздован. 
Дели се на хладно оружје на близину и на даљину. Хладно оружје на близину је оно које се користи за борбу прса у прса, а коме је сврха непријатеља уништити помоћу сече или убода (мач, сабља, секира). Хладно оружје на даљину је оно које непријатеља уништава на даљину помоћу пројектила. Примери тог оружја су лук и стрела и самострел. Бацачке справе се не убрајају у хладно оружје.